# Bédé-N'Goran-M'Po
Bédé-N'Goran-M'Po est une localité rurale dans le Sud de la Côte d'Ivoire dans la région de l'Agnéby-Tiassa. La localité de Bédé-N'Goran-M'Po est administrativement rattachée à la sous-préfecture de Céchi dans le département d'Agboville.